# Винокуров Олександр Миколайович
Олександр Миколайович Винокуров  (рос. Александр Николаевич Винокуров, 16 вересня 1973) — казахський велогонщик, олімпійський чемпіон.

## Виступи на Олімпіадах
| Олімпіада    | Дисципліна                         | Місце |
| ------------ | ---------------------------------- | ----- |
| Атланта 1996 | особиста шосейна гонка             | 53    |
| Сідней 2000  | особиста шосейна гонка             | 2     |
| Сідней 2000  | шосейна гонка з роздільним стартом | 27    |
| Афіни 2004   | особиста шосейна гонка             | 35    |
| Афіни 2004   | шосейна гонка з роздільним стартом | 6     |
| Лондон 2012  | особиста шосейна гонка             | 1     |
| Лондон 2012  | шосейна гонка з роздільним стартом | 23    |